# Championnat de Saint-Christophe-et-Niévès de football 2007-2008
Navigation
Saison précédente Saison suivante
La saison 2007-2008 du Championnat de Saint-Christophe-et-Niévès de football est la quarante-cinquième édition de la Premier League, le championnat de première division à Saint-Christophe-et-Niévès. Les neuf formations de l'élite sont réunies au sein d'une poule unique où elles s'affrontent deux fois au cours de la saison. À l'issue du championnat, les quatre premiers se qualifient pour la phase finale tanduis que le dernier est relégué en deuxième division. Lors de la phase finale, les quatre clubs qualifiés s'affrontent une fois puis les deux premiers jouent la finale pour le titre, en deux matchs gagnants. 
C'est le club de Newtown United, tenant du titre, qui remporte à nouveau la compétition cette saison après avoir battu Village Superstars lors de la finale nationale. Il s’agit du quatorzième titre de champion de Saint-Christophe-et-Niévès de l'histoire du club.

## Les clubs participants
- Village Superstars
- Garden Hotspurs
- Mantab FC - Promu de Second Division
- Caribbean Stars Conaree FC
- Washington Archibald High School FC
- Strikers FC
- St Peter's FC
- Newtown United
- St. Paul's United FC

## Compétition
Le barème de points servant à établir le classement se décompose ainsi :
- Victoire : 3 points
- Match nul : 1 point
- Défaite : 0 point

### Phase régulière
| Rang | Équipe                              | Pts | J  | G  | N | P  | Bp | Bc | Diff |
| ---- | ----------------------------------- | --- | -- | -- | - | -- | -- | -- | ---- |
| 1    | Newtown UnitedT                     | 37  | 16 | 12 | 1 | 3  | 36 | 13 | +23  |
| 2    | Village Superstars                  | 33  | 16 | 10 | 3 | 3  | 36 | 15 | +21  |
| 3    | Garden Hotspurs FC                  | 31  | 16 | 10 | 1 | 5  | 34 | 14 | +20  |
| 4    | Washington Archibald High School FC | 31  | 16 | 9  | 4 | 3  | 27 | 13 | +14  |
| 5    | St. Paul's United FC                | 31  | 16 | 9  | 4 | 3  | 23 | 12 | +11  |
| 6    | Caribbean Stars Conaree FC          | 23  | 16 | 6  | 5 | 5  | 18 | 17 | +1   |
| 7    | Strikers FC                         | 8   | 16 | 2  | 2 | 12 | 10 | 37 | -27  |
| 8    | St Peter's FC                       | 7   | 16 | 2  | 1 | 13 | 9  | 35 | -26  |
| 9    | Mantab FCP                          | 3   | 16 | 0  | 3 | 13 | 6  | 43 | -37  |

|  | Qualification pour la phase finale               |
|  | Relégation directe en Second Division            |
|  | T : Tenant du titre P : Promu de Second Division |

### Phase finale
| Rang | Équipe                              | Pts | J | G | N | P | Bp | Bc | Diff |  | Résultats (▼ dom., ► ext.)          | New | Vil | Gar | WAr |
| ---- | ----------------------------------- | --- | - | - | - | - | -- | -- | ---- |  | ----------------------------------- | --- | --- | --- | --- |
| 1    | Newtown UnitedT                     | 7   | 3 | 2 | 1 | 0 | 3  | 0  | +3   |  | Newtown UnitedT                     |     | 1-0 | 0-0 | 2-0 |
| 2    | Village Superstars                  | 4   | 3 | 1 | 1 | 1 | 2  | 2  | 0    |  | Village Superstars                  |     |     | 1-1 | 1-0 |
| 3    | Garden Hotspurs FC                  | 3   | 3 | 0 | 3 | 0 | 2  | 2  | 0    |  | Garden Hotspurs FC                  |     |     |     | 1-1 |
| 4    | Washington Archibald High School FC | 1   | 3 | 0 | 1 | 2 | 1  | 4  | -3   |  | Washington Archibald High School FC |     |     |     |     |

|  | Qualification pour la finale |
|  | T : Tenant du titre          |

### Finale nationale
La finale se joue en deux rencontres gagnantes. Les matchs se jouent au Warner Park de Basseterre.
| Équipe 1           | Résultat      | Équipe 2           |
| ------------------ | ------------- | ------------------ |
| Newtown United     | 0 - 0 4-3 tab | Village Superstars |
| Village Superstars | 2 - 3 ap      | Newtown United     |

- Newtown United remporte la série deux victoires à zéro et est sacré champion.

## Bilan de la saison
| Championnat de Saint-Christophe-et-Niévès de football 2007-2008 |                            |
| Champion                                                        | Newtown United (14e titre) |
| Promotions et relégations                                       |                            |
| Promus en Premier League                                        | KFC Challengers United     |
| Relégués en Second Division                                     | Mantab FC                  |